# 세픽강

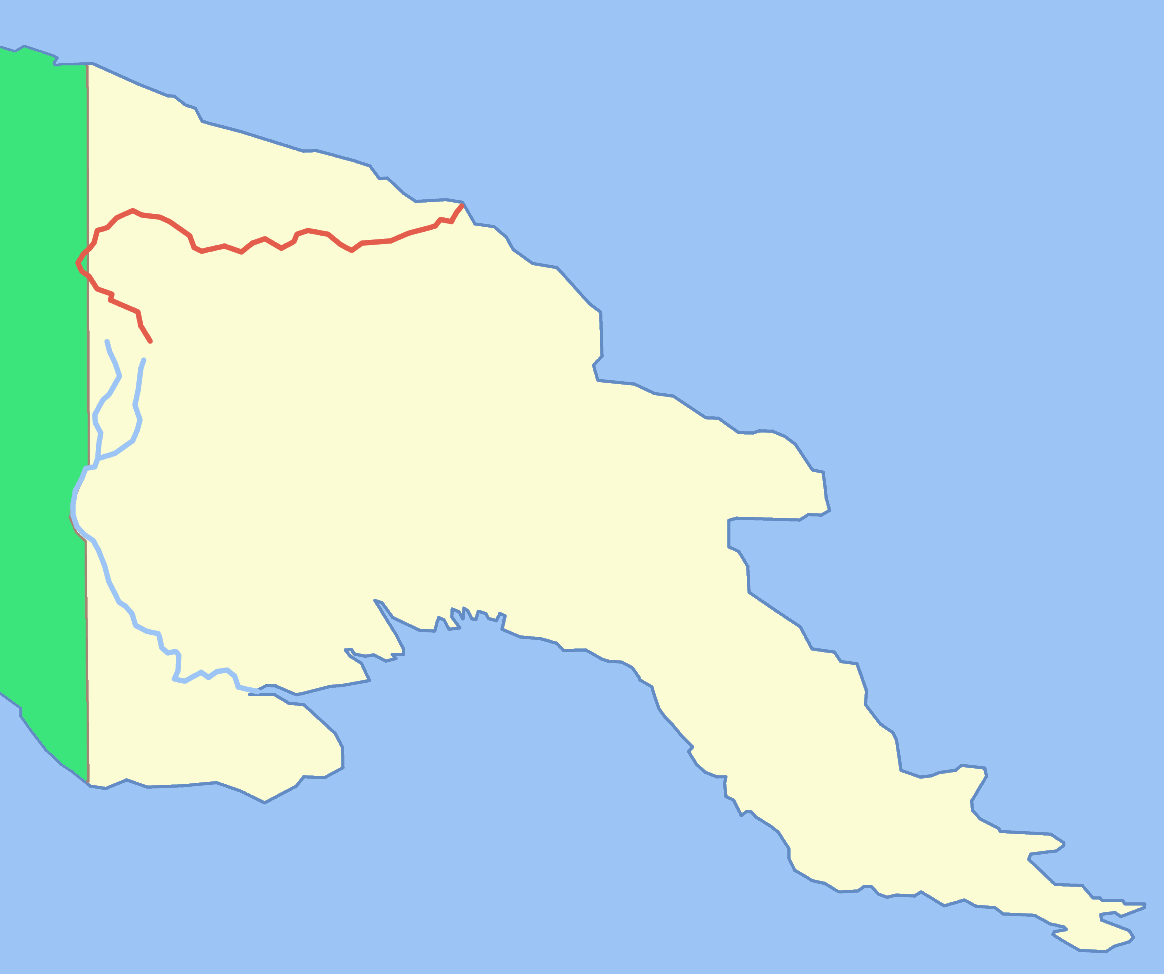
세픽강의 위치

세픽강(Sepik)은 뉴기니섬에서 가장 긴 강이다. 강의 길이는 1,126 km이다. 세픽강은 거의 파푸아뉴기니의 산다운주와 동세픽주를 통해 흐르며, 작은 부분 만이 인도네시아의 파푸아주를 흐른다.